# Escala de ganxo

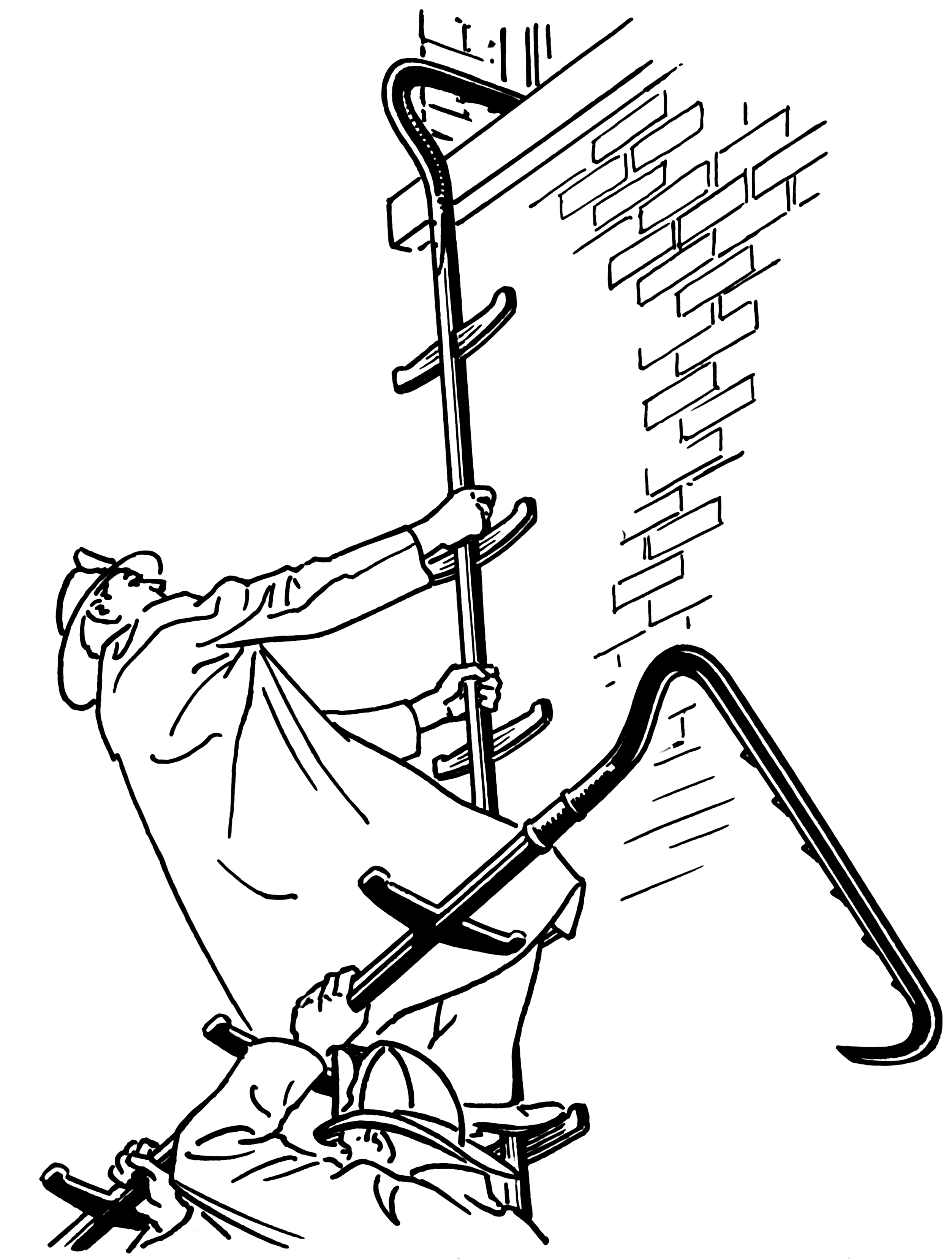
Fa molt de temps...

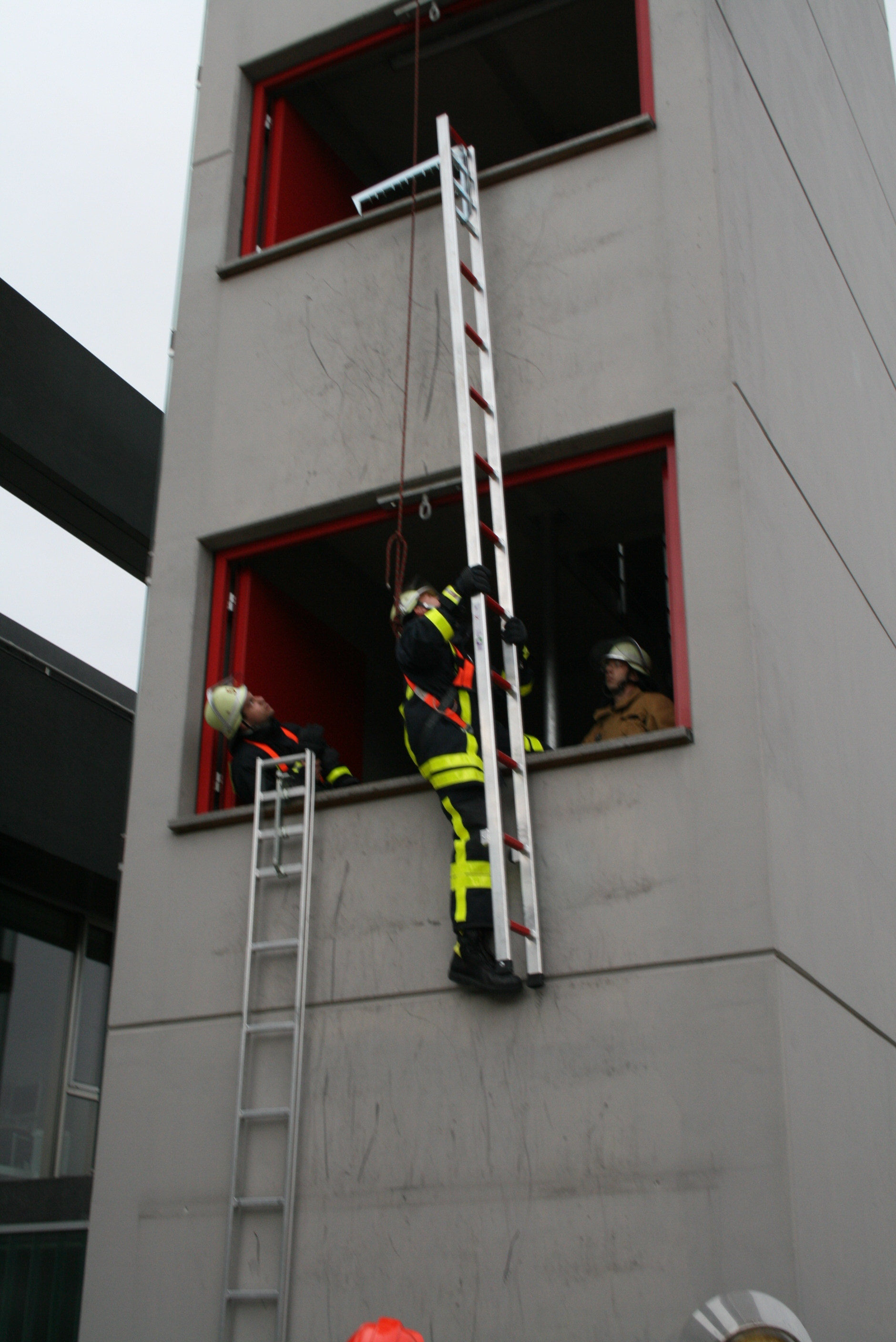
... i avui

Una escala de ganxo o escala de garfi (en anglés: pompier ladder; del francès pompier, que significa bomber) és un tipus d'escala que es pot fixar a l'ampit d'una finestra o a una cornisa similar mitjançant l'ús d'un ganxo que s'allarga amb serres a la part inferior. L'escala enganxada queda penjada verticalment sobre la cara de l'edifici.

## Història
L'escala es va desenvolupar per accedir als edificis a través de carrerons tancats, pous de llum i patis als quals no es podia agafar cap altre tipus d'escala. Es podrien utilitzar un parell d'homes i dues escales per escalar un edifici a altures considerables, pujant de pis en pis i balancejant l'escala cap enrere i llançant-la cap al pis següent.
El disseny francès original era una escala de biga única amb parells de graons projectats cap a l'exterior a banda i banda de la biga. La versió britànica era una escala de mà convencional amb 2 barres paral·leles d'uns 4 m de llarg i separades 25 cm. Les escales de ganxo es poden utilitzar per escalar de pis en pis en edificis de diverses plantes mitjançant finestres exteriors. Les escales s'enganxen a la cornisa de la finestra per un “coll de cigne” que sobresurt des de la part superior. Les longituds varien de 3 a 5 metres.